# Matanza de Acteal

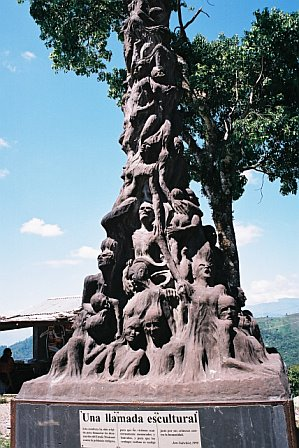
Columna de la Infamia en el sitio donde ocurrió la Masacre de Acteal, en la que perdieron la vida 45 personas a manos de paramilitares.

La matanza de Acteal fue una incursión paramilitar en la localidad de Acteal, en el municipio de Chenalhó, ubicado en la región de Los Altos de Chiapas al sureste de México, el 22 de diciembre de 1997. 
Durante la incursión, indígenas tzotziles de la organización "Las Abejas" fueron atacados cuando estaban rezando en el interior de una pequeña iglesia cristiana protestante de la localidad. El resultado fueron 45 muertos, incluidos niños y mujeres embarazadas. Mientras el gobierno mexicano calificó la masacre como un conflicto étnico entre comunidades, los opositores y grupos defensores de derechos humanos la consideraron como parte de una estrategia del gobierno para desarticular la base social de la localidad de Acteal. 
El crimen fue castigado de manera oficial, pero diversas fuentes jurídicas y locales consideran que el procedimiento policial y judicial fue altamente inadecuado. En consecuencia, la comunidad continúa exigiendo garantías, ya que el crimen permanece impune.
Diversas fuentes periodísticas acusan directamente a mandos del ejército de haber colaborado con la masacre; por ejemplo, diversos casquillos de bala encontrados en el escenario del crimen corresponden a armas exclusivas del ejército, asimismo diversos testimonios declaran que los mandos militares armaron a civiles y les incitaron a usarlas contra otros civiles.
En 2005 se presentó una demanda en la Comisión Interamericana de Derechos Humanos (CIDH) contra el expresidente mexicano Ernesto Zedillo por delitos de lesa humanidad.No obstante, el grupo Las Abejas se deslindó de la demanda contra el expresidente. A su consideración, la queja se estaba usando como herramienta política por los demandantes anónimos en favor del Partido Acción Nacional, o el propio expresidente Carlos Salinas (quien mantiene una seria rivalidad con el expresidente).En sus palabras: si (el gobierno de) Felipe Calderón piensa que puede utilizar el caso Acteal contra el PRI para asegurar la victoria de su propio partido en 2012, ése es su problema.
Tras los hechos de Acteal, fueron inculpados 26 indígenas identificados por los deudos de las víctimas como los autores de los crímenes. Los inculpados solicitaron un juicio de amparo, que finalmente les fue otorgado a 20 de ellos el 12 de agosto de 2009 por la Suprema Corte de Justicia de la Nación de México (SCJN), bajo el argumento de que la Procuraduría General de la República (en aquel tiempo encabezada por Jorge Madrazo Cuéllar) fabricó evidencias para inculpar a los presos.

## Antecedentes
La Sociedad Civil Las Abejas se formó en 1992 a causa de la detención y encarcelamiento de 5 indígenas tsotsiles, originarios de la comunidad de Chenalhó. Esto, provocado por la muerte de Vicente Gutiérrez Hernández, las lesiones de sus hermanos Nicolás y Lorenzo, así como la violación de las esposas de los tres. Ante la acusación, la comunidad protestó y de esta movilización se conformó el grupo.
En 1994 con el levantamiento del EZLN, Las Abejas, decidieron no unirse al levantamiento ya que si bien concordaban con varios planteamientos de la organización estaban en desacuerdo con el uso de las armas.
Posteriormente bajo la administración de Ernesto Zedillo, en 1995, comenzó una ofensiva del ejército mexicano en Chiapas con el objetivo de evitar que los civiles se unieran al EZLN. Las acciones fueron ejecutadas por el ejército y la Fuerza de Tarea Arcoíris, comandados por el general Mario Renán Castillo. Todo en un contexto en el que paralelamente había bases para la negociación, avaladas por la Ley para el diálogo, la conciliación y la paz digna en Chiapas.
Como apunta el cronista Hermann Belinghausen, lo más probable es que los orígenes directos del ataque de Acteal sean los intentos de Ernesto Zedillo por acabar con el EZLN y las violaciones a los acuerdos de San Andrés por parte del gobierno que acrecentaron las acciones tomadas por el EZLN y el ejército mexicano.
El mismo cronista señala varios antecedentes de la matanza del 22 de diciembre de 1997:

Pudo ser aquel 8 de febrero de 1995. O el 19 de agosto de 1996, con el asesinato de seis jóvenes de Chenalhó en las simas de Chixiltón[...] O bien el 22 de mayo de 1997, cuando miembros del PRI quemaron nueve casas de familias zapatistas en Las Limas Chitamucum, Pantelhó, muy cerca de Chenalhó. Según informaba La Jornada (23 de mayo), “85 indígenas tuvieron que huir” [...] 24 de mayo, cuando el profesor Cristóbal Pérez Medio, representante del municipio autónomo, fue asesinado [...] en Unión Yaxjemel mientras se dirigía a negociar la liberación de los primeros zapatistas rehenes [...] El gobierno nunca investigó. El cráneo y el cuerpo del maestro aparecerían (sic) por separado cuatro meses después, cuando la suerte de Chenalhó estaba echada.

## Relación de los hechos
El 22 de diciembre de 1997 45 indígenas tsotsiles fueron asesinados mientras rezaban en una iglesia de la comunidad de Acteal, del municipio de Chenalhó, en el estado de Chiapas. De las víctimas, 16 eran niños, niñas y adolescentes; 20 eran mujeres y nueve hombres adultos. Siete de las mujeres estaban embarazadas. Los responsables directos de la masacre fueron grupos paramilitares opuestos al Ejército Zapatista de Liberación Nacional (EZLN). Según testigos, las mujeres, hombres, niños y pertenecientes al grupo comunitario de "Las Abejas", fueron todos masacrados sin la menor misericordia por unos 90 paramilitares al interior de la iglesia, en una operación que se extendió durante siete horas y que se desarrolló a solo 200 metros de un retén de la policía.
Con respecto a la masacre, unas 100 personas, en su mayoría indígenas, fueron detenidos y luego recluidos en una cárcel de Tuxtla Gutiérrez, capital de Chiapas.
El entonces obispo de San Cristóbal de las Casas, Samuel Ruiz, afirmó en su momento que era necesario que la Procuraduría General de la República investigara en relación con los instigadores de esta masacre.
Entre los supuestos participantes figuraron ocho ex oficiales de seguridad pública que fueron condenados a penas de un poco más de tres años de prisión y luego fueron puestos en libertad. De acuerdo con monseñor Ruiz fueron estos oficiales los que propiciaron la matanza de indígenas o que de alguna forma no evitaron que se conformaran los grupos armados. 
Según datos extraoficiales se cree que en Chiapas, en aquella época, operaban más de diez grupos paramilitares, que combatían al EZLN. Algunos activistas los vinculan al Partido Revolucionario Institucional (PRI), que gobernó hasta el año 2000 durante 71 años en medio de críticas por presuntos actos de corrupción y autoritarismo.
Reanudado el proceso se ha encontrado en el expediente que existen 83 personas presas alegando como cargos en su contra la portación de armas de fuego, en el expediente obra que solo existen tres armas que se usaron durante los hechos, además de que de ninguno de los consignados se obtuvo un dictamen positivo en la pericial de restos de pólvora.
La sentencia causa penal 223, dictada en el 2007, condena a 18 personas por portación de armas de fuego, haciendo incongruente los hechos notorios con la sentencia, además de que sin basarse en dictámenes profesionales se condenó a los detenidos.

## Actuaciones judiciales posteriores

### Juicio de amparo de los detenidos por la masacre
La Suprema Corte de Justicia de la Nación mexicana (SCJN) atrajo en julio de 2007 el juicio de amparo promovido por 12 indígenas presos por los crímenes cometidos contra los militantes de Las Abejas de la comunidad de Acteal, bajo el argumento de que se encontraron faltas en el proceso judicial. El 20 de abril de 2009, el Centro de Derechos Humanos Fray Bartolomé de las Casas y la organización civil Las Abejas alertaron sobre la posibilidad de que la Suprema Corte de Justicia de la Nación de México (SCJN) obsequiara los amparos a los acusados.
Por los primeros días del mes de agosto de 2009 algunas voces llamaron la atención al hecho de que la SCJN estaba contemplando la posibilidad de poner en libertad a los 18 detenidos por los homicidios cometidos en Acteal en diciembre de 1997. Según Pablo Romo, coordinador del Observatorio de Conflictividad Social de la organización civil Servicios y Asesoría para la Paz (Serapaz) y ex sacerdote católico de San Cristóbal de Las Casas, la SCJN estaba aprestándose a amparar a los acusados porque el Estado Mexicano tendría una deuda con ellos, a los que considera sus cómplices.
Finalmente, el 12 de agosto de 2009, la mayoría de ministros de la Primera Sala de la Suprema Corte de Justicia de la Nación amparó y ordenó la liberación inmediata de 26 indígenas que fueron culpados de la matanza de Acteal, argumentando que la Procuraduría General de la República fabricó evidencia para inculpar a los detenidos, además de encontrar irregularidades en algunos procesos judiciales. De ellos, 20 fueron liberados de manera inmediata y en seis casos se ordenó la reposición del procedimiento, para que se dictara una nueva sentencia.
Más tarde, en noviembre del 2009, la Primera Sala amparó a otros nueve implicados, afirmando que sus garantías constitucionales de debido proceso fueron violadas, por lo que decretó su libertad inmediata.
El 2 de febrero de 2012, la SCJN ordenó la excarcelación inmediata de otros siete indígenas, quienes solicitaron que se reconociera su inocencia con base en el dictamen de 2009, ya que -afirmaron- la resolución en su contra se sustentó en declaraciones de testigos y en un álbum fotográfico que la Corte determinó como ilícitos, lo que anuló su valor probatorio.
En total, hasta principios de 2012 la Suprema Corte ha ordenado la liberación, en tres casos distintos, de 36 personas acusadas y sentenciadas por el caso Acteal, bajo el mismo criterio de invalidar las pruebas presentadas por la PGR; actualmente todos los detenidos ya han sido liberados.

### Responsabilidades del Estado Mexicano
A través de un telegrama enviado a la sede de la DIA (Defense Intelligence Agency) en Washington el 4 de mayo de 1999, la Oficina del Agregado de Defensa de EE. UU. en México apuntaba él "apoyo directo" del Ejército Mexicano a grupos armados en las zonas altas de Chiapas, donde se produjeron los homicidios. El documento describe también una red clandestina de "equipos de inteligencia humana", creados a mediados de 1994 con la aprobación del entonces presidente Carlos Salinas, trabajando dentro de las comunidades indígenas para recabar información de inteligencia sobre "simpatizantes zapatistas." Con el fin de promover grupos armados “anti-zapatistas”.
El 2 de marzo de 2005, la Corte Interamericana de Derechos Humanos, recibió una denuncia presentada por la asociación civil Las Abejas y el centro de derechos humanos Fray Bartolomé de las Casas A.C, en la que atribuyen al Estado mexicano la responsabilidad por la masacre. Diversos testimonios refieren que existió pasividad de las fuerzas de seguridad, ya que no actuaron para evitar la masacre. En septiembre de 2011, presuntas víctimas anónimas de la masacre, presentaron ante la corte de New Haven, Connecticut en los Estados Unidos, una demanda civil en contra del expresidente mexicano Ernesto Zedillo, de la cual el grupo "Las Abejas" se deslindó, en ella se alega la responsabilidad en los hechos y aduciendo que su conducta constituía crímenes de lesa humanidad, exigiendo por ello la reparación económica del daño (50 millones de pesos).
El expresidente se defendió alegando que dicha demanda era calumniosa e ilegal. Dicha demanda fue desechada al otorgar el gobierno estadounidense inmunidad al expresidente mexicano, después de que esta le fuera oficialmente solicitada por el gobierno de México. Sobrevivientes de la masacre, han acusado al ejército mexicano de crear y armar grupos paramilitares que fueron los que cometieron los crímenes. Diversas organizaciones y personalidades de diferentes ámbitos han criticado la decisión del gobierno de Estados Unidos.
Dado que la comunidad de Acteal niega haber estado detrás de la demanda anónima, se presume que el caso de la demanda fue utilizado como una estrategia política en contra del PRI, fomentado desde lo más alto del PAN o dentro de las fila del mismo partido por personajes que tendrían intereses particulares.

### Reconocimiento por parte del Gobierno Mexicano
El 3 de septiembre de 2020, en un acto público efectuado en la sala de actos de la Secretaría de Gobernación en la Ciudad de México, el gobierno mexicano –por conducto del entonces Subsecretario de Derechos Humanos, Población y Migración, Alejandro Encinas y Martha Delgado Peralta, la entonces Subsecretaria para Asuntos Multilaterales y DDHH–  hizo un reconocimiento de su responsabilidad por los hechos ocurridos 22 años antes.Incluida la firma de un Acta Acuerdo de Solución Amistosa, con 12 sobrevivientes y 18 familiares de víctimas. El resto, es decir las otras 14 y 27 familias, decidieron que irían a esperar un siguiente dictamen de la CIDH.
Con base a una recomendación de la Comisión Interamericana de Derechos Humanos en vías de la Comisión Nacional de los Derechos HumanosEncinas se expresó «A nombre del Estado Mexicano, asumimos la responsabilidad de los lamentables hechos ocurrido contra la comunidad de Acteal el 22 de diciembre de 1997. Estamos en este acto para ofrecer una disculpa pública a las víctimas, a los familiares, a la comunidad de Acteal y al pueblo Tzotzil por este profundo agravio.»
El acuerdo incluía becas, apoyo a la vivienda, infraestructura y compensación económica. Sin embargo, la comunidad pide sea juzgado Ernesto Zedillo Ponce de León por su responsabilidad como expresidente durante ese periodo.